# Jennifer Harman
Jennifer Harman (née le 29 novembre 1964 à Reno dans le Nevada) est une joueuse professionnelle américaine de poker. 

## Biographie
Jennifer est née et a grandi à Reno, et elle a commencé à jouer à partir de 8 ans. Elle sortira plus tard diplômée de l'université du Nevada (Reno).
Son père n'était pas d'accord avec sa décision de devenir une joueuse de poker professionnelle. Après quelques années en froid, ils se réconcilièrent.
Elle a gagné son premier bracelet pendant les WSOP 2000 au 5k$ NL Deuce to Seven Event. Elle n'avait jamais pratiqué cette variante avant le tournoi, mais elle reçut une leçon de cinq minutes par Howard Lederer juste avant,. Elle gagne son second bracelet pendant les WSOP 2002 au $5K Limit Hold'Em Event. Elle est restée pendant 10 ans la seule femme à avoir remporté deux bracelets dans l'histoire des WSOP, jusqu'en 2012, lorsque Vanessa Selbst l'a rejointe, puis dépassé en gagnant un troisième bracelet en 2014.
En 2004, Jennifer prit une année sabbatique pour avoir sa deuxième transplantation de rein. Elle vit avec ces problèmes aux reins depuis son enfance, maladie partagée par sa sœur et sa mère, qui en est morte quand Jennifer avait 17 ans. Après avoir reçu son deuxième rein par une donation d'organe, Jennifer fonda l'organisation a but non lucratif "Creating Organ Donation Awareness" (CODA).
Elle revient sur le circuit fin 2004, elle a fini quatrième du World Poker Tour Five-Diamond World Poker Classic, et en Mars 2015, seconde du WSOP Circuit Championship Event au Rio pour 383 840 $ son plus gros gain en tournoi à ce jour.
En 2005, elle est l'auteur du chapitre sur le Limit Hold'em du livre Super System II écrit par Doyle Brunson.
Jennifer est alors la seule femme régulière Big Game (en), la partie de cash game high-stakes qui se joue au Bellagio. Joueuse populaire et sponsorisée par Full Tilt Poker, elle apparaît en 2007 dans la série High Stakes Poker diffusée sur GSN, dans la série des Poker After Dark (en), ainsi que dans le film Lucky You.
En 2015, elle intègre le Poker Hall of Fame.
Fin 2018, elle a cumulé plus de 2,7 millions de dollars de gain en tournoi. Mais cela ne prend pas en compte ses résultats aux parties de cash games High Stakes.
Elle est une très proche amie du joueur Daniel Negreanu. Jennifer a été mariée au styliste Marco Traniello (en), qui est aussi joueur de poker. Elle a deux enfants. 

## Bracelets WSOP
| Année | Tournoi                              | Gain (US$) |
| ----- | ------------------------------------ | ---------- |
| 2000  | 5 000 $ No Limit Deuce-to-Seven Draw | 146 250 $  |
| 2002  | 5 000 $ Limit Hold'em                | 212 440 $  |